# Vía Popilia

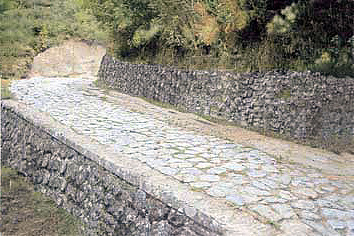
Sección de la Vía Popillia en Regio de Calabria.

El nombre Vía Popilia fue dado a dos vías romanas diferentes, que se iniciaron durante el consulado de Publio Popilio Lenas, más conocido por su ataque contra los Gracos. El otro cónsul, en el año 132 a. C., era Publio Rupilio.

## Trazado
La primera de estas vías es una extensión de la Vía Flaminia desde Ariminum hacia el norte del mar Adriático.
La segunda llevaba de Capua a Regio de Calabria en el estrecho de Mesina. El cipo de Polla, que se encuentra en San Pietro di Polla, cerca de Polla, lleva grabado de forma explícita los detalles de su itinerario y su historia. En virtud de esta inscripción, la distancia total de Capua a Regio era de 321 millas, o sea 475 km.

## El cipo de Polla
| Cipo de Polla (Lapis Pollæ) | Transcripción del texto original |
| il "Lapis pollæ" della Via Popilia | VIAM·FECEI·AB·REGIO·AD·CAPVAM·ET IN·EA·VIA·PONTEIS·OMNEIS·MILIARIOS TABELARIOSQVE·POSEIVEI·HINCE·SVNT NOVCERIAM·MEILIA·LI·CAPVAM·XXCIIII MVRANVM·LXXIIII·COSENTIAM·CXXIII VALENTIAM·CLXXX AD·FRETVM·AD STATVAM·CCXXXI ·REGIVM·CCXXXVII SVMA·AF·CAPVA·REGIVM·MEILIA·CCCXXI ET·EIDEM·PRAETOR·IN SICILIA·FVGITEIVOS·ITALICORVM CONQVAEISIVEI·REDIDEIQVE HOMINES·DCCCCXVII·EIDEMQVE PRIMVS·FECEI·VT·DE·AGRO·POPLICO ARATORIBVS·CEDERENT·PAASTORES FORVM·AEDISQVE·POPLICAS·HEIC·FECEI |
| Traducción | |
| «Hice el camino de Regio a Capua, y en esta vía puse todo tipo de puentes, miliarios y tabellarii (mensajerías). De aquí a Nocera hay 51 millas, a Capua 84, a Morano 74, a Cosenza 123, a Vibo Valentia 180, al Estrecho cerca de la estatua 231, a Regio 237. En total de Capua a Regio hay 321 millas. Y yo, pretor en Sicilia, reuní y restituí a sus propietarios los esclavos fugitivos de Italia, 917 hombres en total; también fui el primero en hacer que los pastores se retiraran del ager publicus en favor de los agricultores. Aquí hice un foro y edificios públicos». | |